# Letní olympijské hry 1940

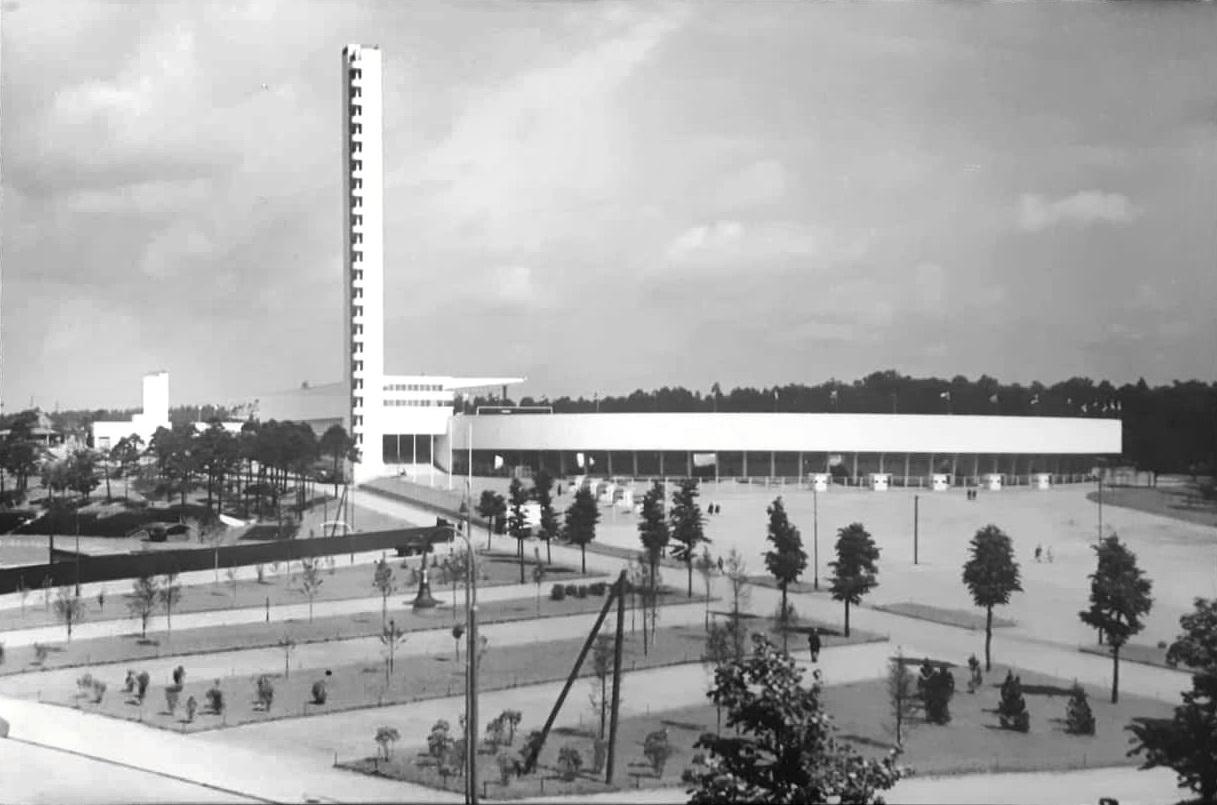
Olympijský stadión v Helsinkách, Finsko (stav z roku 1938). Letní olympijské hry 1940, přesunuté do Finska z Japonska (Tokio), se nakonec kvůli válce neuskutečnily vůbec.

Letní olympijské hry v roce 1940, oficiálně XII. olympijské hry se původně měly konat v japonském Tokiu. Po přepadení Číny se očekávalo, že Mezinárodní olympijský výbor odebere Japonsku právo hry pořádat vzhledem k tomu, že stát vede agresivní válku. MOV do této záležitosti sice nezasáhl, Japonsko se však pořádání her samo v roce 1938 vzdalo.
Pořadatelství her bylo předáno finským Helsinkám. Na programu mělo být 17 olympijských sportů. I přes probíhající druhou světovou válku pokračovaly přípravy her až do počátku roku 1940, kdy Mezinárodní olympijský výbor rozhodl, že hry se konat nebudou.
Vybudovaná sportoviště a další zařízení byla nakonec využita při letních olympijských hrách v roce 1952.